# Лин Аби
Мерилин Лорейн Аби (на английски: Marilyn Lorraine Abbey) е американска писателка на научна фантастика и фентъзи.

## Биография и творчество
Родена е в Пийкскил, Ню Йорк. Завършила е Рочестърския и Нюйоркския университет. Първото и произведение „Daughter of the Bright Moon“, което е публикувано през 1979 г., е в жанр историческо фентъзи. През същата година тя публикува и разказа „The Face of Chaos“, който е част от серията сборници „Thieves World“. За публикуването на някои от ранните си творби Лин Аби е насърчавана от писателя Гордън Диксън.
През 1980 г. Лин Аби сключва брак с Робърт Асприн и става негов помощник-редактор за книгите от „Thieves World“. След като двамата се развеждат през 1993 година, Лин Аби се премества в Оклахома Сити. Там тя продължава да се занимава с писателска дейност като пише както собствени произведения така и няколко новелизации на ролеви игри.
През 2002 г. тя отново се заема с „Thieves World“.